# 2014Concert Tour『Kis-My-Journey』
『2014 Concert Tour Kis-My-Journey』는 Kis-My-Ft2의 6번째 DVD, Blu-ray이다.

## 개요
멤버가 연출이나 구성, 의상, 안무 등을 셀프 프로듀스한 볼거리 가득 실은 투어가 빨리도 영상화!

키스마이로서 처음인 DVD&Blu-ray 동시 발매가 된다.

LIVE 본편은, 2014년 11월 9일에 한 투어 파이널이었던 도쿄돔 공연 오라스의 상황을 수록.

게다가 특전 영상도 꼭 봐야하는 콘텐츠 세트!

## 수록 내용

### ＜초회생산한정반＞[3DVD]
■특전
스페셜BOX 사양 패키지
호화 100P 투어 포토북
■특전영상 수록 내용

★각 회장 MC모음―63min

★멀티 앵글 LIVE 영상 ―3곡

★4대 돔 투어 밀착 도큐먼트 177min

#### Disc-1 DVD　【132min】
「2014Concert Tour Kis-My-Journey」　(LIVE본편/전30곡)  
1. Overture
2. Everybody Go
3. WANNA BEEEE!!!
4. SHE! HER! HER!
5. Kis-My-Me-Mine
6. テンション
7. Seven Journey
8. Luv Sick
9. Striker
10. ダイスキデス
11. キ・ス・ウ・マ・イ〜KISS YOUR MIND〜
12. 3.6.5
13. Only One...
14. FIRE!!!
15. 運命Girl
16. アゲてくぜ！
17. My Resistance -タシカナモノ-
18. Another Future
19. SNOW DOMEの約束
20. アイノビート
21. Shake It Up
22. ツバサ
23. FORM
24. LU4E ～Last Song～
25. 大喜利コーナー
26. てぃーてぃーてぃーてれって てれてぃてぃてぃ ～だれのケツ～
27. Kis-My-Calling!
28. FIRE BEAT
29. Take Over
30. 若者たち
31. 光のシグナル
32. 僕らの約束

#### Disc-2 DVD 【101min】
【ENCORE】  
1. We never give up！
2. キミとのキセキ

【W/ENCORE】  
1. 棚からぼたもち
2. 千年のLove Song
3. Seven Journey

【epilogue】  
1. ～Memories of the Journey～

【멀티 앵글 LIVE 영상】（3곡）  
「My Resistance -タシカナモノ-」「Another Future」「FIRE BEAT」 　
【각 회장 MC모음】

★나고야 돔 편 ★오사카 돔 편 ★후쿠오카 돔 편 ★도쿄 돔 편
Disc-3 DVD 【177min】【4대 돔 투어 밀착 도큐먼트】

★리허설 편 ★나고야 돔 편 ★오사카 돔 편 ★후쿠오카 돔 편　★기자회견편 ★도쿄 돔 편 ★뒷풀이편 ★최종공연편

### ＜통산반＞[2DVD]
■초회 특전：슬리브 케이스
스티커(멤버 비주얼+은색 테이프 스티커)
■특전영상 수록 내용

★도쿄돔 최종 공연에서만 부른 트리플 앵콜곡「Good-bye,Thank you」수록

★멤버 자신이 스테이지 위에서 촬영한 멤버 시선의 LIVE를 토대로 편집한「Special movie～to the next...～」수록

#### Disc-2 【ENCORE】과【W/ENCORE】일부 동일
※추가된 사항
1. MC
2. Good-bye,Thank you

【epilogue】  
1. Special movie ～to the next...～

### ＜Blu-ray반＞[2Blu-ray]
＜16P 포토 부클렛 봉입＞

■초회 특전：특수 패키지 스티커(멤버 비주얼+은색 테이프 스티커)

■특전영상 수록 내용

★각 회장 개그코너 모음―70min

★멤버 백 스테이지 기획―58min

#### Disc-2 【129min】【각 회장 개그코너 모음】
★나고야돔 편 ★오사카돔 편 ★후쿠오카돔 편 ★도쿄돔 편
【멤버 백 스테이지 기획】

★타마모리&미야타 편 ★후지가야&요코오 편 ★키타야마&니카이도 편 ★센가＆Kis-My-Ft2편

투어의 뒷면을 리포트하는 멤버들로부터 댄스 기획까지, 볼거리 만재한 내용으로 멤버에게 다가갑니다!
※통산반과 Blu-ray반의 특전 스티커는 다른 비주얼입니다. 